# 1988年カルガリーオリンピックの日本選手団
1988年カルガリーオリンピックの日本選手団（1988ねんカルガリーオリンピックのにほんせんしゅだん）は、1988年2月13日から2月28日までカナダのカルガリーで行われた1988年カルガリーオリンピックの日本選手団各選手の試合結果。選手名及び所属は1988年当時のもの。

## 概要
- 人員：81人（選手48人、役員33人）
主将：黒岩彰（スピードスケート）
旗手：橋本聖子（スピードスケート）
- 結団式：2月8日（岸記念体育会館）
- 解団式：3月2日（岸記念体育会館）

## メダル獲得者

### 銅メダル
- 黒岩彰（スピードスケート男子500m）

## スキー
監督：八木祐四郎

コーチ：海野明

コーチ：富井澄博

コーチ：片桐幹雄

コーチ：笠谷幸生

コーチ：古田修一

コーチ：上杉尹宏

コーチ：早坂毅代司

コーチ：佐藤志郎

### アルペンスキー
- 岡部哲也（デサント）
  - 男子回転：12位（1分41秒93）
  - 男子大回転：28位（2分14秒49）
- 熊谷克仁（丸紅スポーツ）
  - 男子複合：21位（144秒65ポイント）
  - 男子スーパー大回転：途中棄権
  - 男子滑降：34位（2分07秒17）
  - 男子大回転：途中棄権
- 石岡千秋（ヤマハ）
  - 男子回転：途中棄権
  - 男子大回転：31位（2分15秒40）
- 千葉信哉（デサント）
  - 男子スーパー大回転：14位（1分43秒03）
  - 男子滑降：11位（2分03秒16）
- 山本さち子（長野中央高校）
  - 女子複合：20位（139秒01ポイント）
  - 女子スーパー大回転：30位（1分24秒32）
  - 女子回転：途中棄権
  - 女子滑降：23位（1分30秒15）
  - 女子大回転：途中棄権
- 川端絵美（サロモン・スポーツ）
  - 女子複合：途中棄権
  - 女子スーパー大回転：24位（1分22秒24）
  - 女子回転：19位（1分49秒35）
  - 女子滑降：14位（1分27秒85）
  - 女子大回転：途中棄権

### クロスカントリースキー
- 結城谷行（東京美装）
  - 男子15km：52位（47分08秒4）
  - 男子30km：57位（1時間37分11秒9）
  - 男子50km：39位（2時間16分24秒7）
- 江川淳（近畿大学）
  - 男子30km：31位（1時間32分35秒4）
  - 男子50km：42位（2時間17分52秒8）
- 佐々木一成（北野建設）
  - 男子15km：45位（46分12秒6）
  - 男子30km：20位（1時間29分59秒2）
  - 男子50km：32位（2時間13分09秒6）
- 山崎正晴（日本大学）
  - 男子15km：68位（50分06秒8）
  - 男子30km：77位（1時間43分58秒3）
- 江川淳・佐々木一成・山崎正晴・結城谷行
  - 男子4×10kmリレー：14位（1時間51分10秒7）

### スキージャンプ
- 佐藤晃（東京美装）
  - 70m級個人：11位（194.0）
  - 90m級個人：33位（170.2）
- 長岡勝（たくぎん）
  - 70m級個人：25位（181.3）
  - 90m級個人：48位（146.0）
- 田中信一（たくぎん）
  - 70m級個人：52位（160.1）
  - 90m級個人：47位（147.3）
- 田尾克史（雪印乳業）
  - 70m級個人：51位（161.6）
  - 90m級個人：52位（138.2）
- 佐藤晃・田尾克史・田中信一・長岡勝
  - 90m級ジャンプ団体：11位（468.0）
- 東昭広（日本空調サービス）：出場せず

### ノルディック複合
- 阿部雅司（東京美装）
  - 個人：31位（386.90）
- 宮崎秀基（東洋実業グループ）
  - 個人：37位（376.240）
- 児玉和興（明治大学）
  - 個人：36位（376.320）
- 阿部雅司・児玉和興・宮崎秀基
  - 団体：9位（1122.32）

## スケート

### スピードスケート
監督：山崎善也

コーチ：前嶋孝

コーチ：長田照正

コーチ：入沢孝一
- 金濱康光（ジャスコ）
  - 男子1000m：9位（1分14秒36）
  - 男子500m：9位（37秒25）
- 黒岩康志（専修大学）
  - 男子500m：11位（37秒34）
- 黒岩宗久（専修大学）
  - 男子1500m：16位（1分55秒42）
  - 男子5000m：27位（7分01秒55）
- 黒岩彰（国土計画）
  - 男子1000m：20位（1分15秒05）
  - 男子500m：3位・銅メダル獲得（36秒77）
- 三谷幸宏（法政大学）
  - 男子1000m：23位（1分15秒28）
- 森山秀実（日本大学）
  - 男子1500m：28位（1分56秒84）
- 清水祥之（榛名高校）
  - 男子10000m：28位（14分47秒21）
  - 男子1500m：22位（1分55秒98）
  - 男子5000m：32位（7分05秒35）
- 青柳徹（日本体育大学）
  - 男子10000m：24位（14分34秒87）
  - 男子1500m：5位入賞（1分52秒85）
  - 男子5000m：14位（6分54秒70）
- 浜谷公宏（ミズノ）
  - 男子1000m：13位（1分14秒43）
  - 男子500m：13位（37秒38）
- 関ナツエ（三協精機）
  - 女子1500m：19位（2分08秒89）
  - 女子3000m：18位（4分29秒77）
  - 女子5000m：19位（7分47秒43）
- 橋本聖子（富士急）
  - 女子1000m：5位入賞（1分19秒75）
  - 女子1500m：6位入賞（2分04秒38）
  - 女子3000m：7位入賞（4分23秒29）
  - 女子5000m：6位入賞（7分34秒43）
  - 女子500m：5位入賞（39秒74）
- 戸田則子（富士急）
  - 女子1000m：22位（1分23秒49）
  - 女子500m：21位（41秒44）
- 房野抄子（西武不動産）
  - 女子1000m：11位（1分21秒47）
  - 女子500m：8位入賞（40秒61）

### フィギュアスケート
監督：久永勝一郎

コーチ：土ヶ端竹志

コーチ：城田憲子
- 加納誠（摂南大学）
  - 男子シングル：17位
- 伊藤みどり（東海女子高校）
  - 女子シングル：5位入賞
- 八木沼純子（品川中学校）
  - 女子シングル：14位
- 田中智子（明治神宮外苑クラブ）・鈴木弘幸（明治神宮外苑クラブ）
  - アイスダンス：18位

## バイアスロン
監督：秋元元衛

コーチ：渋谷幹
- 佐藤幸一（陸上自衛隊）
  - 男子10km：59位（29分43秒1）
  - 男子20km：59位（1時間10分18秒7）
- 小舘操（陸上自衛隊）
  - 男子10km：39位（27分52秒6）
  - 男子20km：40位（1時間03分51秒0）
- 瀧澤明博（陸上自衛隊）
  - 男子10km：63位（31分38秒7）
  - 男子20km：61位（1時間10分38秒0）
- 中村忠（陸上自衛隊）
  - 男子10km：44位（28分11秒4）
  - 男子20km：48位（1時間05分01秒3）
- 小舘操・佐藤幸一・瀧沢明博・中村忠
  - 男子4×7.5kmリレー：14位（1時間32分52秒4）

## ボブスレー
監督：鈴木省三

コーチ：久保重人
- 夜久雄爾（太田市スポーツ振興事業団）・脇田寿雄（国立霞ヶ丘競技場）
  - 2人乗り：20位（4分01秒04）
- 堺孝夫（北海道警察本部）・竹脇直巳（仙台大学研究生）
  - 2人乗り：転倒棄権
- 堺孝夫・竹脇直巳・夜久雄爾・脇田寿雄
  - 4人乗り：18位（3分51秒35）

## リュージュ
監督：長嶋邦夫

コーチ：伊藤徹（選手兼任）
- 伊藤徹（札幌大学）
  - 男子1人乗り：26位（3分12秒673）
- 高松一彦（富士メガネ）
  - 男子1人乗り：18位（3分09秒015）
- 高松一彦・平川司
  - 男子2人乗り：14位（1分34秒453）
- 小清水仁美（富士ハイヤー）
  - 女子1人乗り：21位（3分14秒126）
- 田中三奈（喜茂別高校）
  - 女子1人乗り：18位（3分11秒242）

## 視察員
アイスホッケー：河淵務

## 本部
- 団長：堂垣内尚弘
- 副団長：鬼鞍弘起、廣賢太郎
- 本部役員：佐野雅之
- 本部員：津留一清、戸上哲也、春日良一、金古正
- ドクター：中嶋寛之
- マッサージ：林宏樹